# Eurostar Italia

Logo Eurostar Italia Alta Velocità.

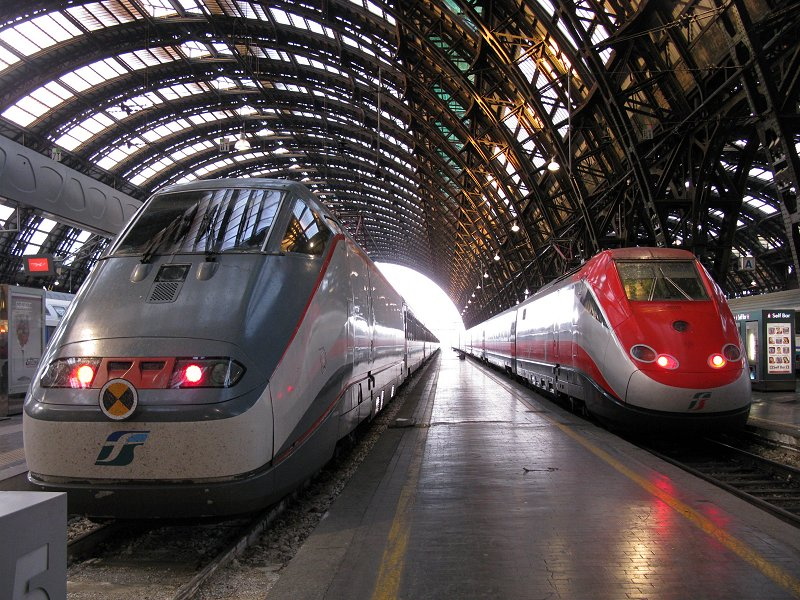
A sinistra un Eurostar City e a destra un Frecciarossa, sempre Eurostar.

Eurostar Italia era la categoria di servizio assegnata, fino al dicembre 2012, ad alcuni treni tra Roma, Ravenna e Reggio Calabria gestiti e operati da Trenitalia, società del gruppo FS S.p.A. Fino a giugno 2012 la categoria Eurostar era organizzata in varie sottocategorie a seconda dei servizi ad alta velocità.
La categoria Eurostar è stata introdotta nel 1997 per indicare i treni di punta che collegavano Milano e Roma, con relative estensioni; ha sostituito la categoria di Pendolino, termine che non indicava solo la categoria di servizio ma era anche il nome tecnico dei convogli utilizzati per tali treni. Dal 2006, con l'apertura dell'alta velocità, la categoria è stata via via declinata in diverse sottocategorie.

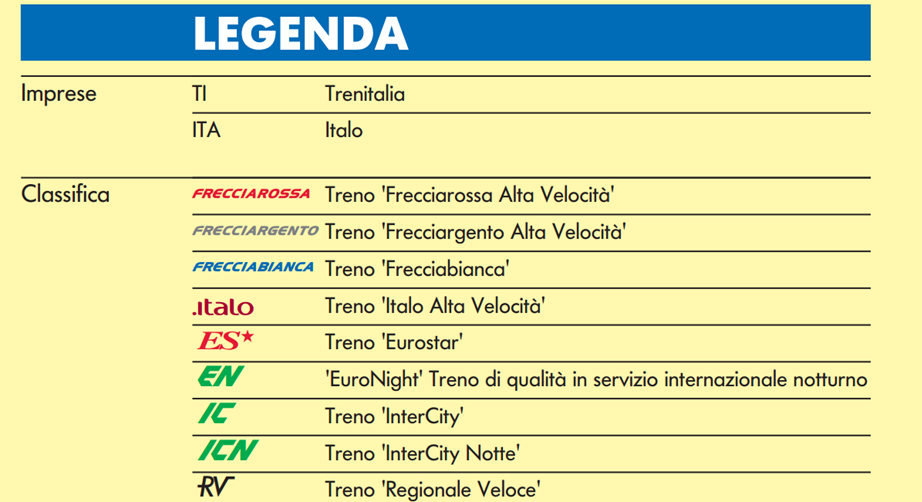
Classifica di alcuni treni in partenza dalla stazione di Roma Termini previsti dall'orario ufficiale valido dal 14/06/2020 al 12/12/2020.

Con l'introduzione dell'orario estivo 2012, la categoria "Eurostar AV" e le sue sottocategorie sono state soppresse, venendo rinominate Frecciargento e Frecciarossa, analogamente a quanto era già stato fatto in occasione dell'orario invernale 2011, quando era stata soppressa la categoria "Eurostar City Italia", rinominata Frecciabianca.

## La categoria nel periodo da giugno a dicembre 2012

### Eurostar Italia
Con il marchio Eurostar Italia, a partire dal giugno 2012, vennero indicati alcuni treni effettuati con materiale ETR 460 che collegavano Roma a Ravenna e a Reggio Calabria nelle seguenti tratte:
- Roma (Termini) - Terni - Foligno - Fabriano - Jesi - Falconara Marittima - Pesaro - Rimini - Ravenna
- Roma (Termini) - Napoli (Centrale) - Salerno - Sapri - Paola - Lamezia Terme (Centrale) - Vibo Valentia-Pizzo - Rosarno - Gioia Tauro - Villa San Giovanni - Reggio Calabria (Centrale)

Pur avendo velocità e tempi di percorrenza molto simili ai Frecciabianca, utilizzavano una denominazione diversa in quanto non fornivano gli stessi servizi a bordo e avevano pertanto tariffe più economiche.
A partire dal 9 dicembre 2012, con l'inizio dell'orario invernale, tutti gli Eurostar Italia rimasti vennero riclassificati Frecciabianca e dotati degli stessi servizi di bordo dei Frecciabianca; in tale occasione la denominazione Eurostar scomparve definitivamente dagli orari delle ferrovie italiane.

## Categorie precedenti al giugno 2012

### ES AV(FrecciarossaeFrecciargento)
Frecciarossa e Frecciargento fino al giugno del 2012 erano i nomi complementari assegnati, dal 2010, ai treni della categoria Eurostar Italia Alta Velocità, introdotta in seguito all'apertura, avvenuta in vari lotti tra il 2006 ed il 2008, della linea ad alta velocità Roma-Torino. Dal giugno 2012 la categoria Eurostar Italia Alta Velocità è stata soppressa e sdoppiata in Frecciarossa e Frecciargento, che da nomi complementari sono quindi diventati nomi propri di due categorie di servizio. ES AV Frecciarossa o ES AV Frecciargento erano entrambi segnalati sull'orario ferroviario dal logo ES AV disegnato da Giugiaro; sia con le vecchie denominazioni che con quelle nuove, hanno sempre impiegato, per tutto il proprio percorso o per parte di esso, le linee dedicate esclusivamente all'alta velocità, aventi tensione di alimentazione della catenaria 25 kV in corrente alternata a 50 Hz di frequenza, con segnalamento di tipo ERTMS livello 2.

### ES AV Fast
Gli ES AV Fast erano treni che collegavano Milano e Roma utilizzando la linea ad alta velocità ed effettuando meno fermate (o addirittura nessuna) rispetto agli ES AV. Introdotta nel 2008, dal 2010 la categoria è stata assorbita da ES AV Frecciarossa e ES AV Frecciargento.

### ES ed ES Fast
Gli ES Fast erano treni che percorrevano gli stessi tragitti degli ES ma effettuavano meno fermate; sia ES che ES Fast utilizzavano solamente le linee convenzionali e non quelle ad alta velocità. La categoria ES Fast è stata introdotta nel 2008 e soppressa nel 2010.

### Eurostar City Italia(Frecciabianca)
Eurostar City Italia (sigla ES*city) è una categoria di servizio introdotta da Trenitalia a partire dal 10 dicembre 2006 e soppressa dal cambio orario di dicembre 2011. Dal 2010, a tale categoria di servizio era stato assegnato il nome complementare Frecciabianca, che dal dicembre 2011 non è più complementare ma proprio della categoria di servizio e ha sostituito la denominazione Eurostar City Italia.

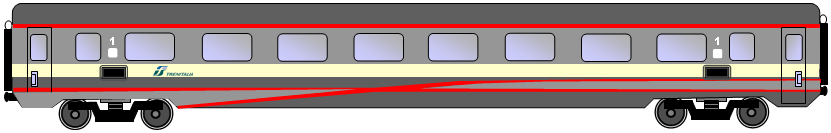
Carrozza Gran Comfort nella livrea Eurostar City Italia

I treni Eurostar City erano allestiti con carrozze Gran Comfort e UIC-Z1 ristrutturate e trainate dalle locomotive E.414 (appositamente modificate dalla serie E.404.100 monotensione) o E.402B. Inizialmente erano in parte trainati anche dai locomotori E.444R ed E.402A, tanto che 4 unità E.444R hanno ricevuto la livrea Eurostar City (le unità 029, 081, 089 e 100).
La categoria Eurostar City era stata introdotta per andare a sostituire i treni classificati Eurostar sulla direttrice adriatica. Prima di essere ridenominati Frecciabianca, i servizi ES*city avevano sostituito la quasi totalità dei treni prima classificati InterCity sulle linee Adriatica e Transpadana, e hanno mantenuto tali rotte anche con il nuovo nome.

### Eurostar Italia Business
Eurostar Italia Business (sigla tBiZ) era una categoria di servizio assegnata a quattro treni operati da Trenitalia tra Milano Centrale e Roma Termini introdotta nel dicembre 2005.
Effettuato con treni ETR 485 in livrea specifica, il segmento fu pensato per i clienti che avevano la necessità di spostarsi frequentemente tra Roma e Milano per motivi lavorativi, divenendo il primo vero atto della concorrenza che su questa tratta il vettore ferroviario ha poi lanciato nei confronti di quello aereo anche per la clientela business. I treni fermavano infatti solo a Bologna Centrale e per soli 3 minuti, evitando qualsiasi altra fermata a Milano, Roma e Firenze: in questo modo Milano e Roma, da orario, erano collegate in 4 ore e 5 minuti invece che nelle 4 ore e 30 minuti che all'epoca era il tempo standard.
Con l'entrata in vigore del nuovo orario nel dicembre 2008 ci fu l'avvento del servizio Eurostar Italia Alta Velocità e la commercializzazione dei treni a marchio tBiZ venne soppressa.